# Valery Meladze
 (août 2024).
Si vous disposez d'ouvrages ou d'articles de référence ou si vous connaissez des sites web de qualité traitant du thème abordé ici, merci de compléter l'article en donnant les références utiles à sa vérifiabilité et en les liant à la section « Notes et références ».
 (juillet 2024).
- Si vous ne connaissez pas le sujet, laissez ce bandeau (vous pouvez alors contacter les auteurs).
- Si vous supprimez le contenu mis en cause (vous pouvez préalablement contacter les auteurs),

argumentez précisément cette suppression dans la page de discussion
(un manque de référence n'est pas un argument ; une recherche réelle de référence doit avoir été effectuée, être formellement documentée).
Valery Chotaïevitch Meladze (en russe : Валерий Шотаевич Меладзе, en géorgien : ვალერი მელაძე) est un chanteur russe d'ascendance géorgienne, né le 23 juin 1965.

## Biographie
Meladze (prononcer en français Méladzé) et le groupe de filles Nu Virgos ont reçu le titre du meilleur duo de l'année 2004 lors des Russian Music Awards. Le 2 juin 2006, Meladze a gagné le quatrième Muz-TV Music Award du meilleur interprète de l'année. Le 24 août 2006, il est classé meilleur interprète et meilleur artiste au MTV Russian Music Awards.
Meladze entre à l'institut de construction navale Nikolaïev en Ukraine pour étudier l'ingénierie mécanique des centrales de navires. Il interrompt ses études pour continuer son apprentissage du piano.
Avec l'aide de son frère compositeur Konstantin, les chansons de Meladzé rentrent dans les hit-parades avec des tubes comme Ne trevoj mne douchou, skripka (Ne harcèle pas mon âme, violon), Posérédiné leta (Au milieu de l'été) et Sera depuis le début des années 1990.

## Discographie
| Sera - Release: 1995                                                  |
| Posledniy romantik The Last Romantic - Release: October, 1996         |
| Samba belogo motylka Samba of The White Moth - Release: January, 1998 |
| Vsyo tak i bylo Everything Was As It Was - Release: 1999              |
| Nega The Bliss - Release: 2003                                        |
| Okean Ocean - Release: 2005                                           |
| Vopreki Contrairement - release: 2008                                 |
| Moy brat My brother - release: 2015                                   |